# Australische zeewesp
De Australische zeewesp (Chironex fleckeri) is een kubuskwal uit de familie Chirodropidae.

## Giftigheid
Chironex fleckeri geldt als een van de giftigste diersoorten ter wereld. Een enkel exemplaar bevat genoeg gif om 60 mensen te doden. De kwal heeft tentakels die wel drie meter lang kunnen worden. Na aanraking met de tentakels, die giftige netelcellen afschieten, kan een mens binnen drie minuten overlijden aan het gif. Tussen 1884 en 1996 zijn er aan de stranden van Queensland (Australië) ten minste 79 fatale gevallen bij de mens toegeschreven aan het gevolg van een steek van Chironex fleckeri. Het laatst gekende slachtoffer werd gestoken op 22 februari 2021 en is overleden op 1 maart 2021. In Australië bestaat een goed georganiseerd waarschuwingssysteem tegen deze kwallen waarbij badstranden voor een bepaalde periode gesloten worden.

## Behandeling
Iemand die in aanraking komt met een stukje tentakel zal een heftige pijn voelen, die binnen 90 seconden kan overgaan in verlies van het bewustzijn en stoppen van de ademhaling. De beste behandeling is de ademhaling controleren en zo nodig mond-op-mondbeademing toepassen, een arts of ambulance bellen, de tentakel voorzichtig verwijderen. Daarna moet het slachtoffer zo snel mogelijk naar het ziekenhuis worden gebracht.
Tot 2005 werd het aanleggen van drukverband aanbevolen om te voorkomen dat het gif zich door lymfe- en bloedvaten verspreidt. Deze behandeling wordt door de Australische gezondheidsdienst niet langer gepropageerd als gevolg van onderzoek waaruit bleek dat drukverbanden juist gif deed vrijkomen uit de netelcellen.
Het gebruik van azijn heeft enerzijds als gevolg dat intacte netelcellen geblokkeerd worden en zo geen gif meer vrijlaten, maar anderzijds dat reeds gevuurde netelcellen die nog een rest gif bevatten juist extra gif laten vrijkomen.

## Verspreiding en leefgebied
De zeewesp komt voor aan de kusten van Australië, Nieuw-Guinea, Indonesië, de Filipijnen en Vietnam.